# Автомобільна промисловість в Австро-Угорщині
Автомобільна промисловість в Австро-Угорщині зародилась у ХІХ ст. однією з перших серед країн Європи. Завдяки винахіднику Зігфріду Маркусу Австро-Угорщина довший час змагалась за пріоритет у винаході автомобілів. До розпаду Австро-Угорщини тут діяло до 80 автобудівних компаній, на базі яких до наших днів дійшли назви таких автовиробників, як Татра, Шкода, Штайр, Австро-Даймлер і т. д. Також тут працювали відомі інженери — Фердинанд Порше, Ганс Ледвінка. У цих компаніях були збудовані одні з перших чи перші у світі автомобілі —передньопривідні, гібридні, панцирні, автобуси, тролейбуси.

## Транспортні засоби Маркуса

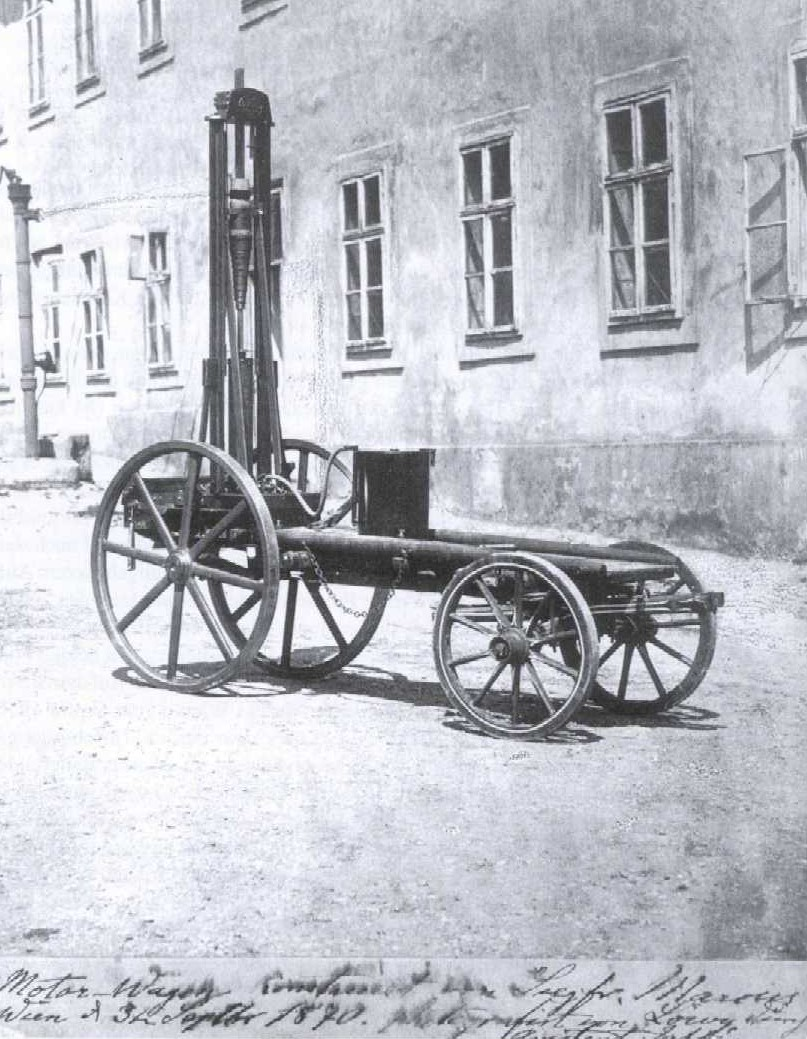
Перший транспортний засіб Маркуса

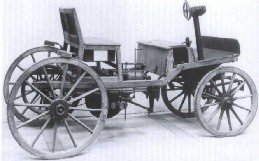
Другий транспортний засіб Маркуса

Механік Зігфрід Маркус 1870 року встановив бензиновий мотор на 4-колісний візок, який іноді називали першим самохідним транспортним засобом і який також вважають прототипом, непридатним для використання через відсутність гальма, зчеплення, системи керування. У 1888–1889 роках Маркус розробив свій другий транспортний засіб, репліка якого розміщена у віденському Музеї транспорту. Через малий розмір власної майстерні він передавав його для доробки третім особам, через що важко визначити вклад кожного. Другий автомобіль Маркуса збудувала компанія Меркі, Бромовськиий, Шульц (нім. Märky, Bromovsky & Schulz) з Адамова біля Брно, і він був виставлений на віденській Першій автомобільній виставці, присвяченій 50-річчю коронації цісаря Франца Йосифа І. Транспортний засіб мав дерев'яний каркас, дерев'яні колеса із залізними ободами та двотактний одноциліндровий мотор об'ємом 1,5 л і потужністю 0,75 к.с., що працював на суміші повітря і бензинової пари і розганяв на рівній дорозі авто до 4-5 км/год. Через малу швидкість подальшу розробку припинили. Передача обертового руху з мотора на одне привідне колесо здійснювалась ременем. За дослідженнями 1960-х років, цей мотор встановили у 1890-х роках на місці іншого, що був непрацездатним.
Маркус отримав близько 130 патентів і запатентував 1866 року свій двотактний двигун внутрішнього згорання із системою запалювання від магнето, карбюратор (1883, 1887), систему запалювання (1883, 1887). Було зроблено декілька реплік даного авто. Відомо про 10 моторів Маркуса.

## Зародження автомобілебудування

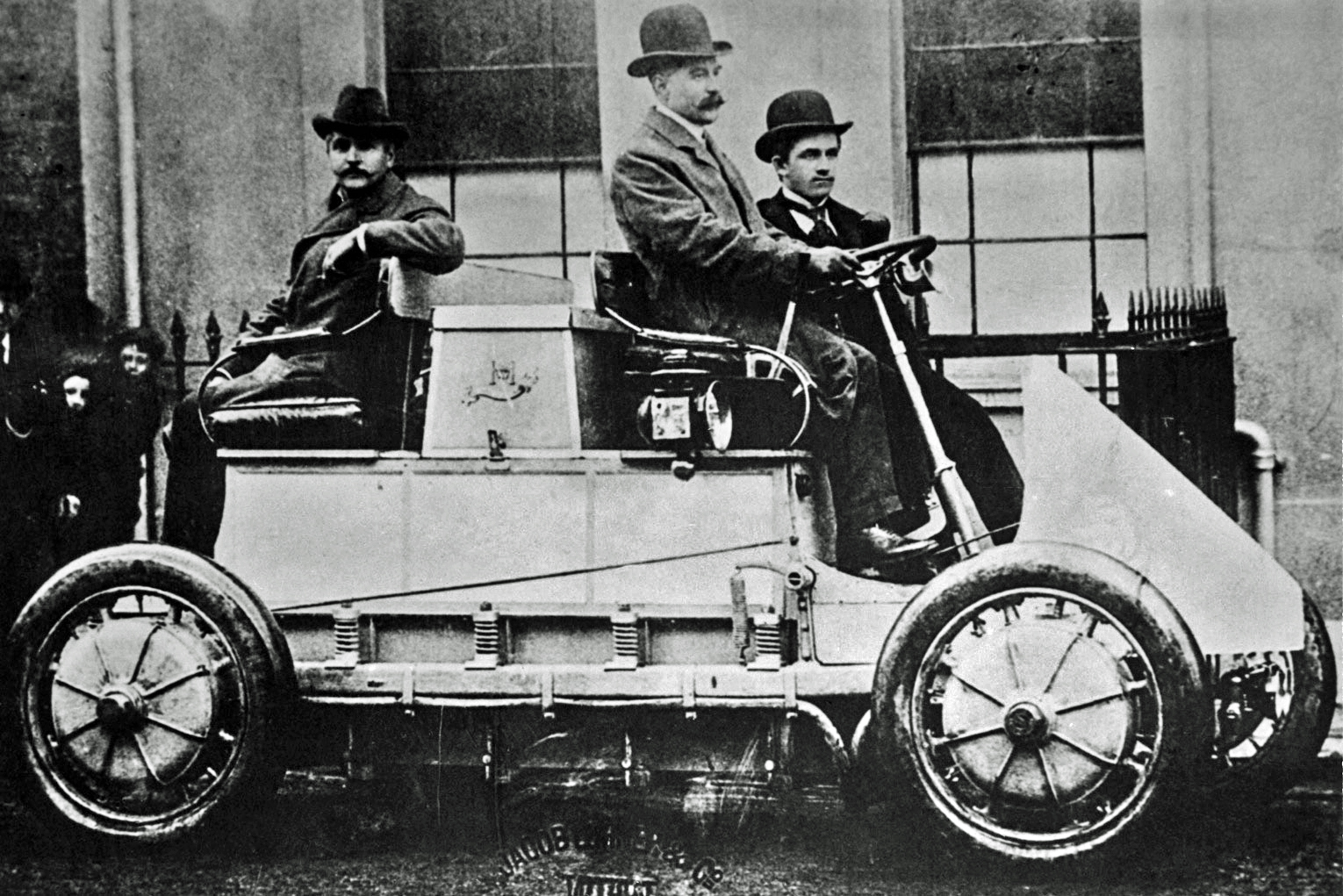
Повнопривідне авто Лонер-Порше

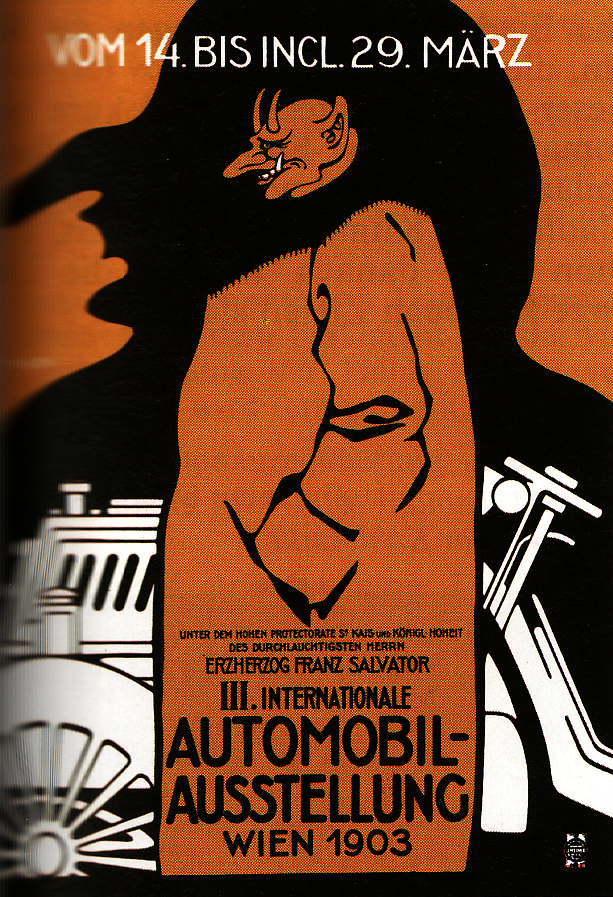
Плакат ІІІ Міжнародної виставки автомашин

На 1890-ті роки з'явилось декілька вдалих розробок автомобілів у Німеччині, Франції, США, Італії, Великій Британії, були започатковані перші автомобільні компанії. У цей період автобудівні фабрики зародились у найбільш розвинених регіонах Австро-Угорської імперії — Австрії, Чехії і незначній мірі Угорщині.
В Австрії найбільш технічно розвиненим був регіон Відня, де брати Карл, Франц, Генріх Ґреф у своїй фабриці кінних повозів, велосипедів виготовили 1895 року перший транспортний засіб, заклавши фабрику Gebrüder Gräf. За проєктом Фердинанда Порше Фабрика бричок Лонер (нім. Jacob Lohner & Co., Wien) збудувала перший у світі гібридний електрично-бензиновий автомобіль Лонер-Порше на базі розробленого раніше електричного автомобіля (1899), який репрезентували на Всесвітній виставці (1900). До того у віденській електротехнічній компанії Бели Еггера (нім. Vereinigte Elektrizitäts-AG) Порше розробив і запатентував 1896 року електричне мотор-колесо.
У Вінер-Нойштадт (місто) 1899 року заклали дочірню компанію Daimler для виробництва вантажівок, яка з 1909 року стає незалежною компанією Austro-Daimler (нім. Österreichische Daimler-Motoren AG). У ній з 1906 працював Фердинанд Порше як керівник підрозділу. Компанія збудувала перші у світі ізотермічний фургон (1900), озброєний кулеметами повноприводний бронеавтомобіль Austro-Daimler (1904). Популярними були моделі «Мая 24/48», «28/32» (1907), «Австро-Даймлер 22/86», званий «Принц Генріх», «9/27 Альпеваген».
У штирійському Граці словенець Йоганн Пух заклав 1897 року фабрику велосипедів нім. Johann Puch & Comp., Styria Fahrradwerke, реорганізовану в акціонерне товариство Перша штирійська велосипедна фабрика (нім. Johann Puch – Erste steiermärkische Fahrrad-Fabriks-Actien Gesellschaft in Graz), яка почала виробляти мотоцикли (1903), автомашини (1904).
На теренах Чехії основні центри автомобілебудування знаходились у Моравії.
У Нессельдорфі 1897 року зібрали модель Президент з опозитним мотором — це перший автомобіль, зібраний на сучасних теренах Чехії.
В Угорщині батьком автомобілебудування називають Яноша Чонку, який брав участь у розробці декількох модифікацій автомашин.
6 лютого 1898 було засновано 206-ма власниками і шанувальниками автомашин Австрійський автомобільний клуб (нім. Österreichische Automobil-Club).
З 31 травня по 10 червня 1900 Австрійський автомобільний клуб провів першу Міжнародну виставку автомашин у віденському Пратері. Було проведено другу (1901), третю (1903) виставки. З 1899 року Клуб проводив автоперегони. У 1902 року було організовано перегони Париж-Відень завдовжки 1360 км, Париж-Інсбрук на кубок Гордона Беннета. У Перемишлі відбувся перший Галицький з'їзд автомобілів і спортивного спорядження (листопад 1905). У Львові на межі 1907/08 років було засновано Галицький автомобільний клуб як філію Австрійського автомобільного клубу.

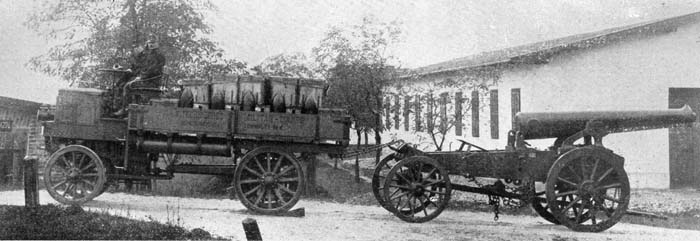
Перша вантажівка у війську. 1898

Незважаючи на значний консерватизм цісаря Франца Йосифа І у Збройних силах 1898 року з'явились перші дослідні автомобільні підрозділи, на основі досвіду експлуатації яких вантажівки згодом розділили на дві категорії:
- Тип 3,5 т з потужністю мотора від 35 к.с., швидкістю близько 20 км/год (2,5 т вантажівка, 1 т на одноосному причепі);
- Тип 7 т з мотором потужністю від 40 к.с., швидкістю близько 16 км/год (4 т вантажівка, 3 т двоосний причіп).

Перший автомобільний підрозділ у війську сформували 1902 року.
Для перевезення надважких конструкцій Фердинанд Порше розробив повнопривідний тягач з мотор-генератором потужністю 150 к.с., від якого струм кабелями подавався до 5 моторних тягачів, що разом могли перевозити до 30 т.

## Компанії

### Австрія
- Austro-Adler (нім. Österreichische Adler-Werke) складала у Відні автомобілі німецької компанії Adler (1912—1914).
- Aesculap[de] 3-4 місну модель автомобіля виготовляло у Відні Перше автомобільне товариство Австрії (нім. Erste Automobil-Gesellschaft für Österreich) (1899—1900).
- Alba (італ. Fabbrica di Automobili Alba S.A.) 9 машин виготовили у Трієсті (1906—1908) і презентували на Паризькому автосалоні 1907 року.
- Albl[de] (нім. Graziosa Fahrradwerke Benedict Albl & Comp.) Бенедикт Албл планував виготовляти вантажівки, автобуси, малолітражні автомашини в Граці (1895—1906), використовуючи мотори De Dion-Bouton.
- Austro-Daimler з 1900 розпочав виготовлення вантажівок, легкових автомобілів конструкції Готтліба Даймлера, але незабаром тут почали будувати власні розробки, зокрема гібридні чи електромобілі за проєктом Порше. Завдяки перемогам у гонках автомобілі мали чималу популярність. У липні 1913 року акції компанії викупила «Шкода», але із завершенням війни компанія повернула самостійність. Через скорочення виробництва об'єдналась з компанією Puch (1928), яка у розпал світової кризи злилась з компанією Steyr-Werke у Steyr Daimler Puch AG.
- Austro-Fiat був закладений 1907 року у Відні для збирання автомашин Фіат. До 1914 року розпочав самостійне виготовлення легкових, вантажних авто, автобусів. З 1924 року змінила назву на ÖAF (нім. Österreichische Automobil Fabriks-AG)
- Bock & Hollender[de] була заснована Генріхом Боком і партнер Голлендер заснували 1896 у Відні велосипедну фабрику, на триколісні моделі яких встановили мотор (1896). З 1899 виготовили перший автомобіль конструкції Фердинанда Труммера, які у Великбританії продавала компанія Регент (англ. Regent Carriage Company). На машинах встановлювали мотори потужністю 12, 20, 40 к.с. Виготовлення припинили у квітні 1911. У травні 1909 авто Bock & Hollender отримало срібну медаль на перегонах Відень-Трієст-Відень.
- Bohrer[de] 8 машин виготовили у каринтійському Клагенфурт-ам-Вертерзе, що підлягали постійній модернізації моторів, трансмісії (1901—1906)
- Браун[de] Компанія Августа Брауна (нім. August Braun, Erste Österreichische Motorfahrzeugfabrik) розпочала 1899 у Відні будівництво передньопривідних автомобілів з одноциліндровим мотором De Dion-Bouton. 1900 компанію покинув співзасновник Вільгельм Штіфт, заклавши фабрику Celeritas
- Celeritas[de] Фабрику Automobilfabrik Celeritas заклав 1900 у Відні Вільгельм Штіфт, після виходу з співзасновників «Браун». Фабрика виготовляла малолітражне авто з 2-циліндровим мотором. Фабрику Штіфт 1903 закрив, увійшовши до спілки з братами Граф (нім. Gebrüder Gräf)
- Gebrüder Gräf (1895—1902) була першою віденською фабрикою, що збудували 1897 свій перший автомобіль класу «voiturette» з першим 1-циліндровим мотором De Dion-Bouton водяного охолодження, 4-ступінчастою коробкою передач. У 1898 фабрика виготовила і 1900 запатентувала перший у світі автомобіль з приводом на передні колеса[8]. З 1902 до них приєднався підприємець Вільгельм Штіфт, завдяки фінансам якого зародилась доволі успішна компанія Graf & Stift, Automobilfabrik AG.
- Dietrich & Urban[de] У Граці 1914 розпочали виготовлення авто з 4-циліндровим мотором потужністю 30 к.с., чиє виготовлення припинили з пчаткм війни
- Egger-Lohner[de] Об'єднане електротехнічне товариство (нім. Vereinigte Elektrizitäts AG vorm. B. Egger & Co) і фабрика Лонера спільно розпочали 1897 виготовлення електромобілів за проєктом Фердинанда Порше. До 1902 виготовили 5 машин.
- ESA[de] Егон Зайнахт розпочав у лютому 1917 випуск циклекарів у віденській фабриці (нім. Egon Seilnacht, Maschinen- und Rennwagenbau). У післявоєнний час продовжили їхній випуск і загалом випустили до 200 авто.
- Friedmann-Knoller[de] У Відні Макс Фрідманн розпочав 1904 виготовлення авто конструкції Річарда Кноллера[de] з ланцюговою передачею. Декілька машин виготовили до 1910
- Kainz[de] Йозеф Каінц розпочав 1899 у Відні виробництво невеликого авто з одноциліндровим мотором потужністю 3,5-4.5 к.с. Його система повітряного охолодження була запатентована. Виробництво прининили 1901
- Контіненталь[de] Дочірня фабрика підприємств Контіненталь Гофманна і Черни (нім. Hofmann & Czerny, Fabrik für Motorräder und Voituretten) виготовляла двомісне авто з 2-циліндрвим мотором потужністю 3,75 к.с., презентоване на Сьомій Інтернаціональній автовиставці у Відні (1907—1910).
- Kronos[de] Зігфрід Шік на автомобільній фабриці нім. Automobil-Fabrik Siegfried Schick штирійському Брук-ан-дер-Мур випускав моделі двомісну з моторами у 5 к.с., 12/16 к.с. та з 4-циліндровими моторами 18 к.с., 20 к.с., 30 к.с., 40 к.с. (1905—1907)
- Leesdorfer[de]. У Баден біля Відня Август Верндорфер заклав у листопаді 1899 автомобілебудівне підприємство (нім. Leesdorfer Automobilwerke AG), що розпочало виготовлення автомашин за ліцензією Metaalwerken van Antwerpen[de] (1900 припинила випуск). «Леєсдорфер» припинив випуск 16 листопада 1901 і за два роки закрилась. Крім того виготовляли ліцензійні авто De Dietrich[de]. Моделі з моторами у 6 к.с. і 9 к.с. звались «Petit Duc», «Grand Duc».
- Lohner. Повозобудівна фабрика Лонера (нім. k.u.k Hof-Wagenfabrik Jacob Lohner) виготовляла кузови для інших автовиробників. Також займалась виготовлення автомашин у спілці з іншими виробниками. Після 1900 року розробляла разом з компаніями Graf & Stift, Steyr проєкт першого тролейбусу
- Lohner-Porsche виготовляла перші електромобілі, гібридні авто Фердинанда Порше (1899); на основі розробки Фердинанда Порше колеса-мотора продала 305 електромобілів, серед котрих 2 автобуси, 23 пожежні машини, 5 санітарних машин, 3 вантажівки (1899—1910)[9].
- Maja[de]. У листопаді 1906 Еміль Єллінек заснував австрійське Автомобільне товариство (нім. Österreichische Automobil-Gesellschaft). Фердинанд Порше розробив конструкцію авто з мотором у 24/28 к.с., яке Єллінек назвав «Мая» на честь своєї доньки. До того на честь її старшої сестри Мерседес Єллінек назвали модель Даймлера (1902). У Штутгарті було створено товариство з продажів нім. Maja-Verkaufs-Gesellschaft G. H. Schoenleber & Co. Було виготовлено лічені авто до припинення 1908 діяльності товариства
- Müller[de]. У Відні інженер Мюллер розпочав виробництво 4-колісного циклекару з мотором Zedel потужністю 7 к.с. (1913—1914).
- MWF[de]. Віденська машино- і вагонобудівна фабрика (нім. Maschinen- und Waggonbau-Fabriks AG) виготовляла вантажівки «Simmeringer» (1904), легкові автомашини з використанням деталей Wyner, Huber & Reich[de] (1905). Виробництво припинили до середини 1907 року
- Neuhaus & Pauer[de]. У Відні 1900 фабрика Нойгауза і Пауера збудувала електромобіль, презентований Першій Міжнародній автовиставці у Відні. До кінця року фабрика припинила існування.
- Niesner[de]. Інженер Йозеф Ніснер заснував 1900 у Відні машинобудівну майстерню, збудувавши автомобіль. На 1905 він заклав фірму Josef Niesner, Mechanische Werkstätte, почав виробляти мотоцикли. Виробництво припинили 1911 року.
- ÖWG[de]. У місті Штайр Верхньої Австрії заклали Австрійську Збройну фабрику (нім. Österreichische Waffenfabriksgesellschaft (ÖWG)), де з 1894 виготовляли велосипеди «Ваффенрад» (нім. Waffenrad), а після 1918 збирали автомобілі. Компанію 1926 перейменували у Steyr-Werke[de]
- Puch[de] виробляла мотори (1901), автомобілі (1904). З 1906 розпочався випуск Puch Voiturette з 2-циліндровим мотором. Автомобіль «Puch» побив світовий рекорд швидкості, розвинувши швидкість 130,4 км/год (1909). Пух володів 35 патентами на конструкції своїх авто. На час виходу Пуха на пенсію (1912) компанія щорічно виробляла 300 мотоциклів, 300 автомашин. На 1914 компанія виробляла 21 різновид автомашин, від представницьких для родини Габсбургів до автобусів, вантажівок для війська. Після завершення війни замовлення на автомашини скоротились і компанія об'єдналась 1928 з Austro-Daimler-Motoren AG у Austro-Daimler-Puchwerke AG.
- Reform''' і '''Thein & Goldberger[de]. Віденська ремонтна фабрика була заснована 1894/98. Тут розпочали виготовлення мотоциклів (1903/05), невеликі двомісні автомашини марок «Thein & Goldberger», «Reform» (1906/07).
- Spitz[de]. Для віденського автодилера Арнольда Шпіца конструктор Отто Гіронім[de] розробив автомашини з мотором De Dion-Bouton у 8/12 к.с. (1902) і 4-циліндровим у 25/30 к.с. Через брак власних потужностей перше авто зібрали у «Gräf & Stift», друге у «Ganz» чи «Rába». До 1908 виготовили 30 авто.
- Theyer & Rothmund[de]. На Першому Автосалоні віденська фабрика Theyer & Rothmund презентувала електромобіль з двома електромоторами по 2 к.с., ланцюговою передачею на задню вісь. До кінця року виготовили декілька авто.
- WAF[de]. Віденська автомобільна фабрика (нім. Wiener Automobil-Fabrik) була закладена 1911 року підприємцем Георгом Захарідесом і конструктором Фердинандом Труммером на основі підприємства Bock & Hollender, на чиїх моделях базувались перші авто з моторами у 25 к.с. і 35 к.с. У 1912/14 роках запустили модель з 4-циліндровим мотором у 45 к.с. «Alpentyp». У час війни виготовляли вантажівки вантажопідйомністю 1.5 т, 2 т, 3 т з карданною передачею і 5 т з ланцюговою.
- Weiser[de]. Віденська мануфактура займалась виготовленням кінних повозів, кузовів машин, збиранням французьких авто Turcat-Méry. Збудувала 1907 року декілька власних автомашин.
- Wiener Automobil[de]. На Першому автосалоні у Відні 1900 фабрика автомашин і малих моторів (Wiener Automobil-Wagen und Kleinmotorenfabrik) презентувала свою модель класу «Voiturette» з одноциліндровим мотором, ремінним приводом на задню вісь.
- Wyner, Huber & Reich[de]. Підприємець Міхаедь Винер з 1901 виготовляв вантажівки з паровим мотором, збирав автомашини Даррак, De Dion-Bouton, Gardner-Serpollet[de], Miesse[de], Spitz. Разом з новими партнерам заклав 1907 товариство «Wyner, Huber & Reich». Виготовляли авто схоже на модель Peugeot з одноциліндровим мотором 8 к.с. і двоциліндровим 10 к.с., карданною передачею та по ліцензії Unic з 4-циліндровим моторами у 12 к.с. і 24 к.с.

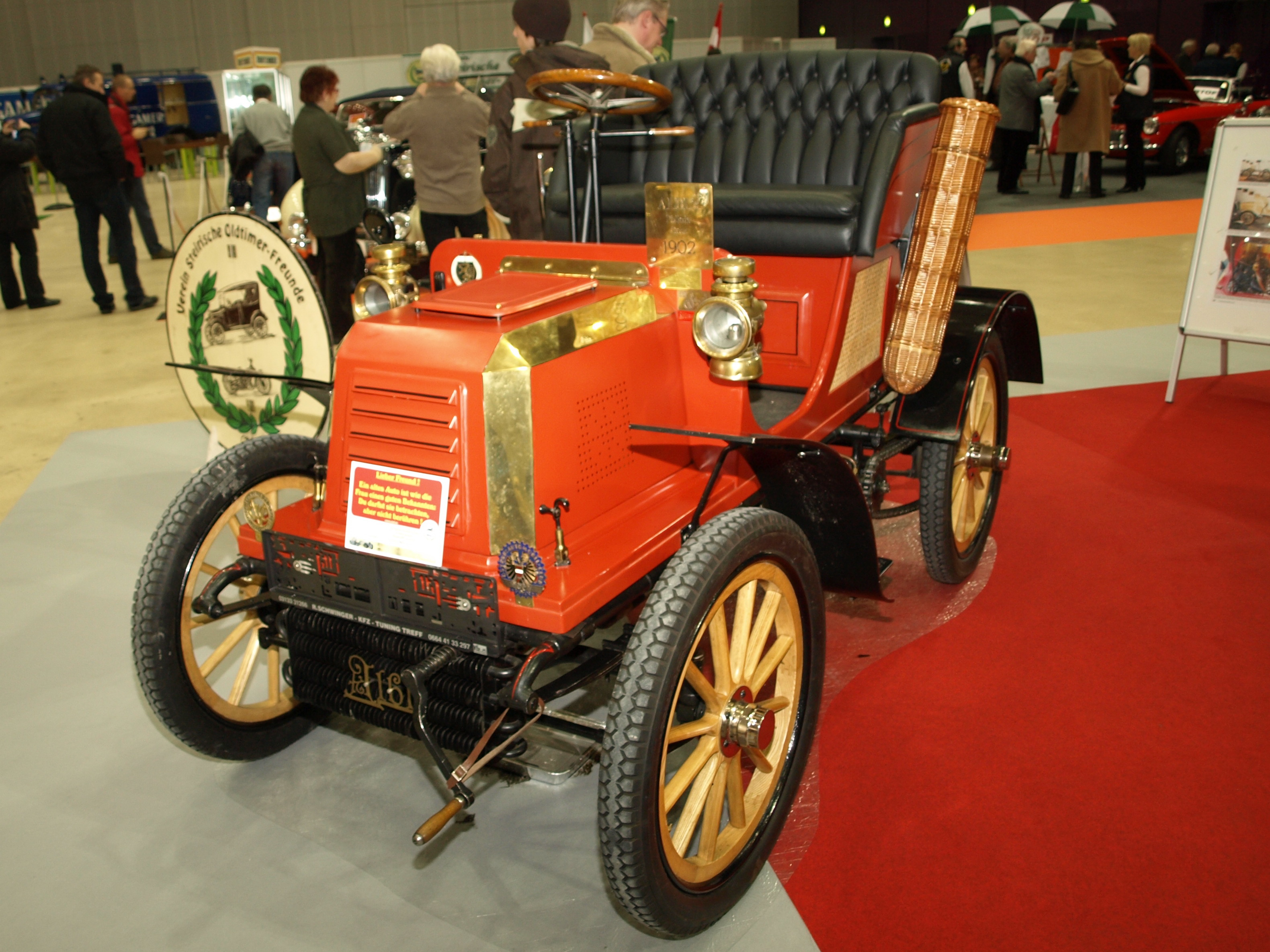
Albl Phönix. 1902
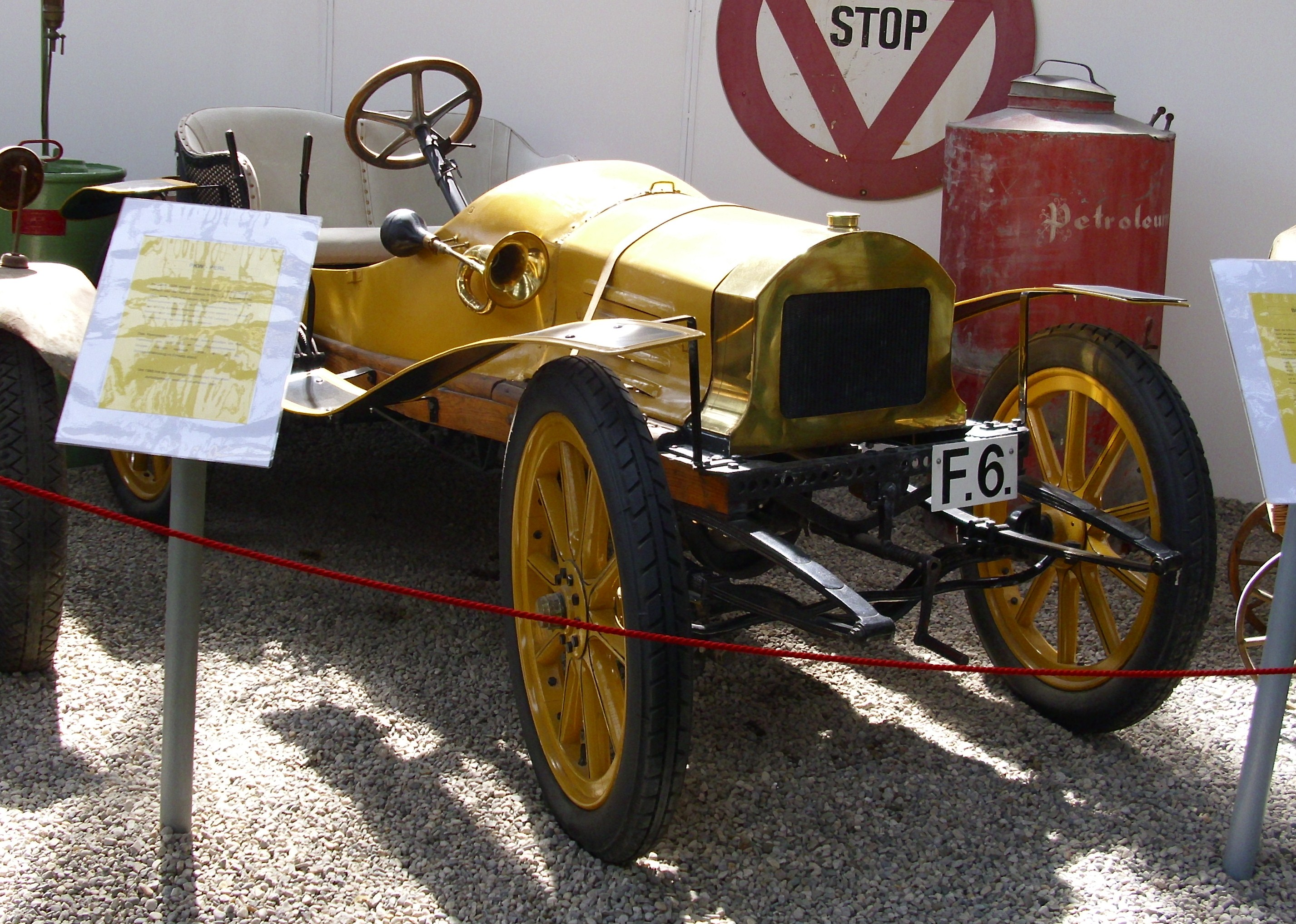
Bohrer. 1901
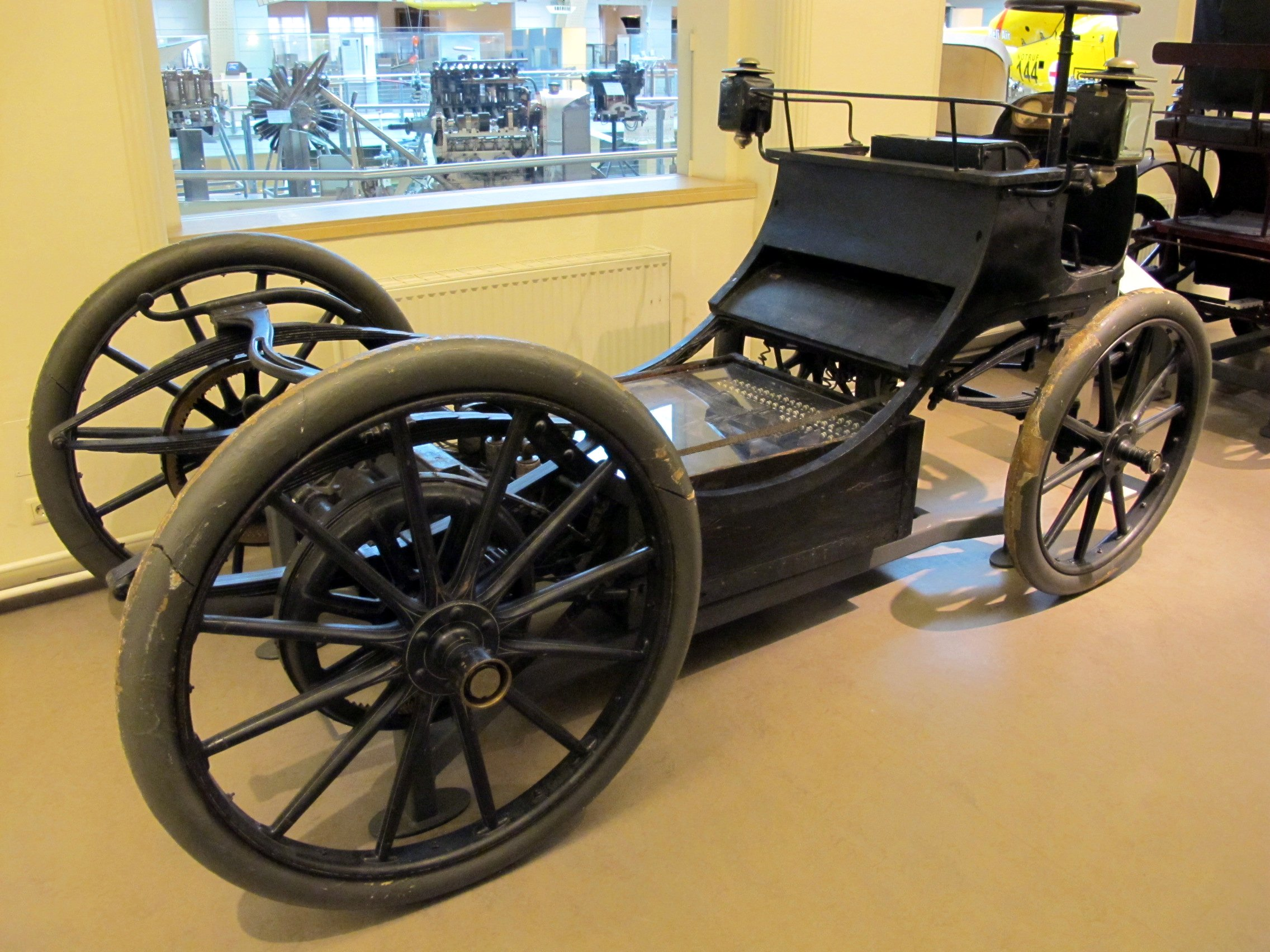
Електромобіль Лонера. 1899
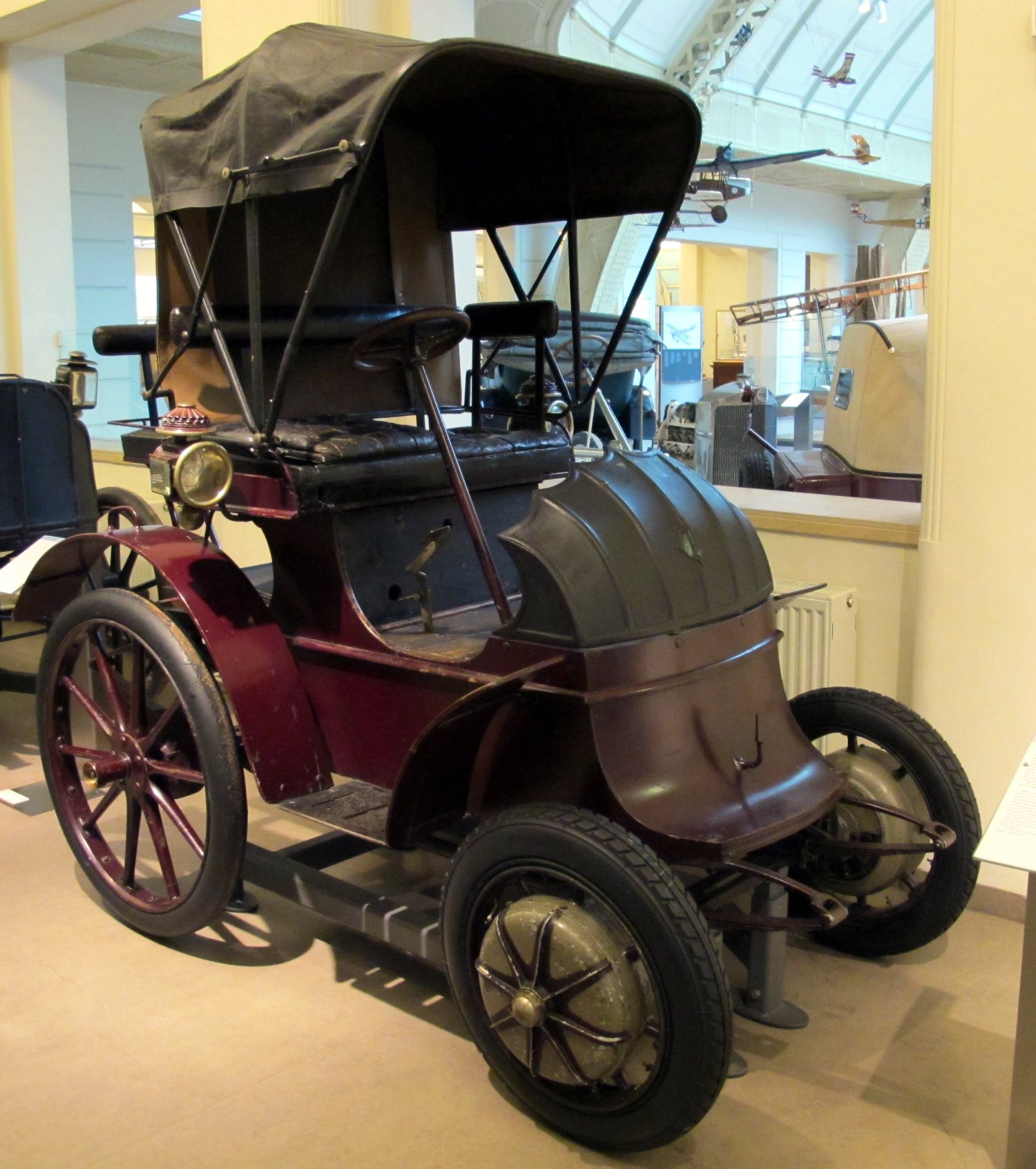
Електромобіль Лонер-Порше. 1900
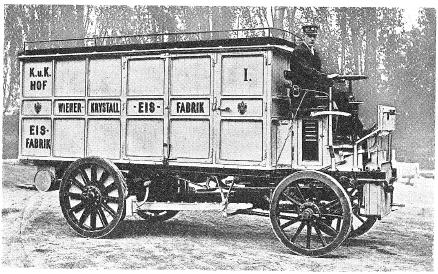
Вантажівка-холодильник з кузовом Лонер на шасі Австро-Даймлер. 1901
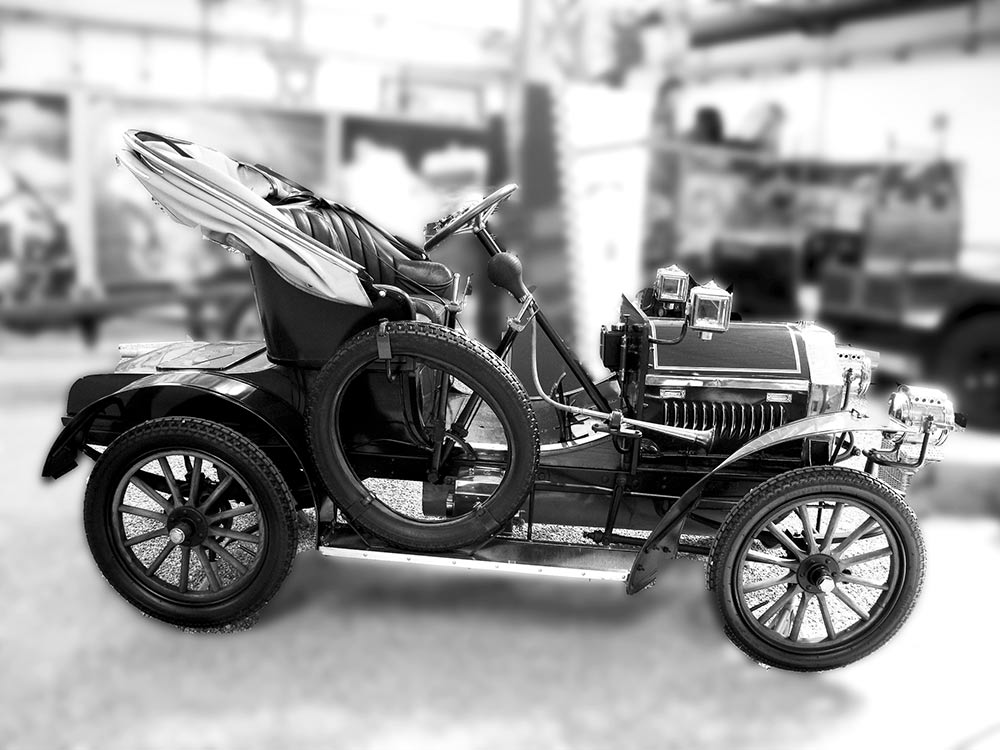
Puch Voiturette. 1906
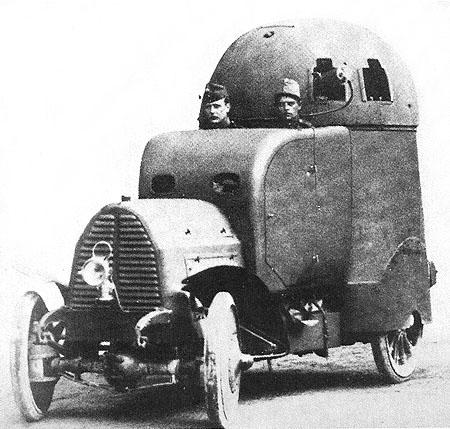
Панцирник Австро-Даймлер. 1906
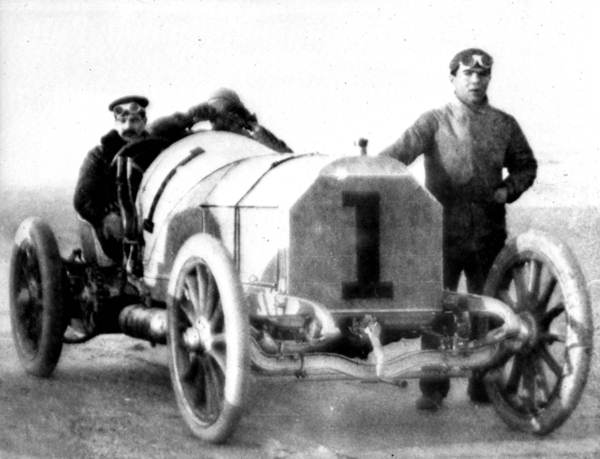
Гоночний Австро-Даймлер. 1904
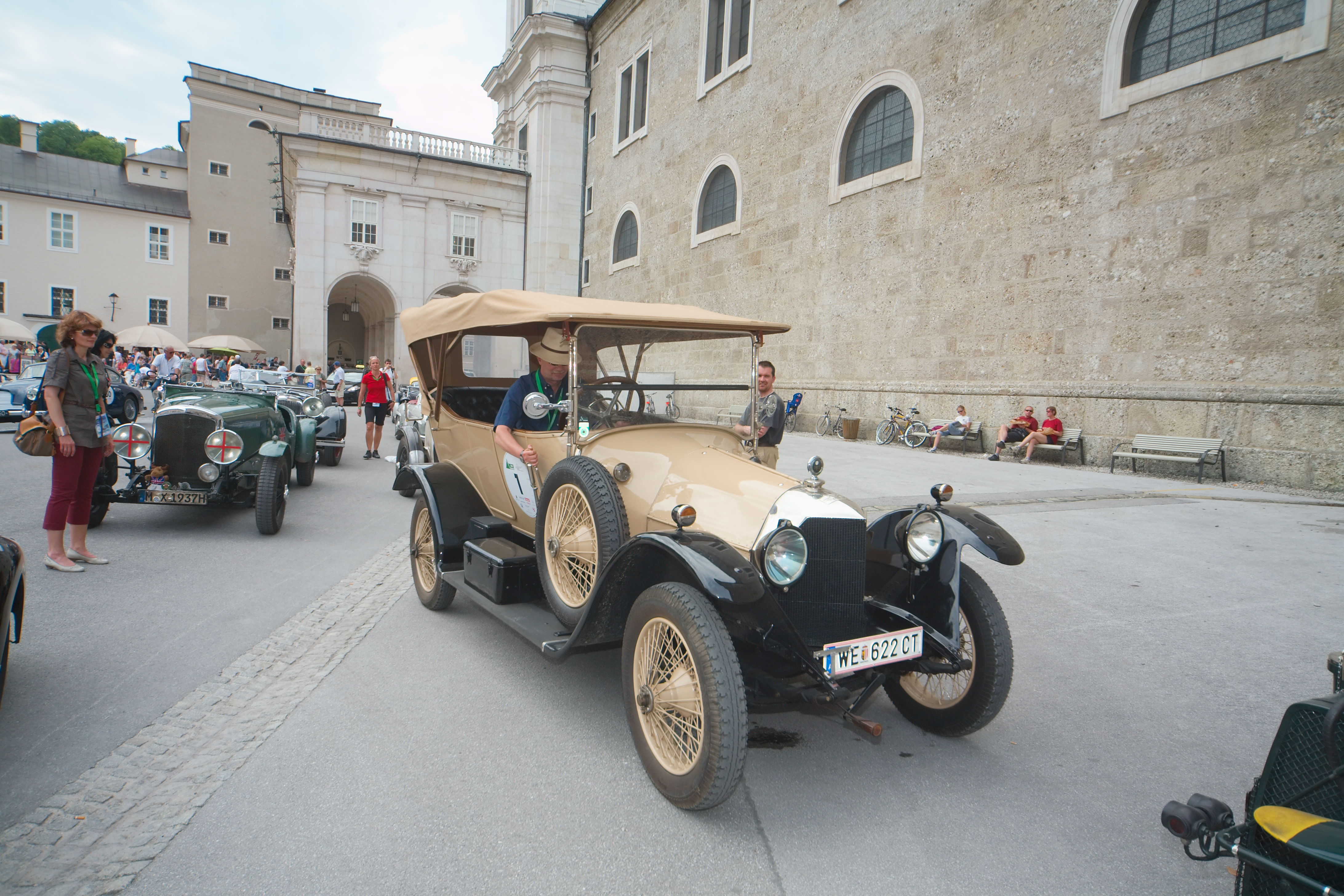
Австро-Даймлер 14-32. 1914
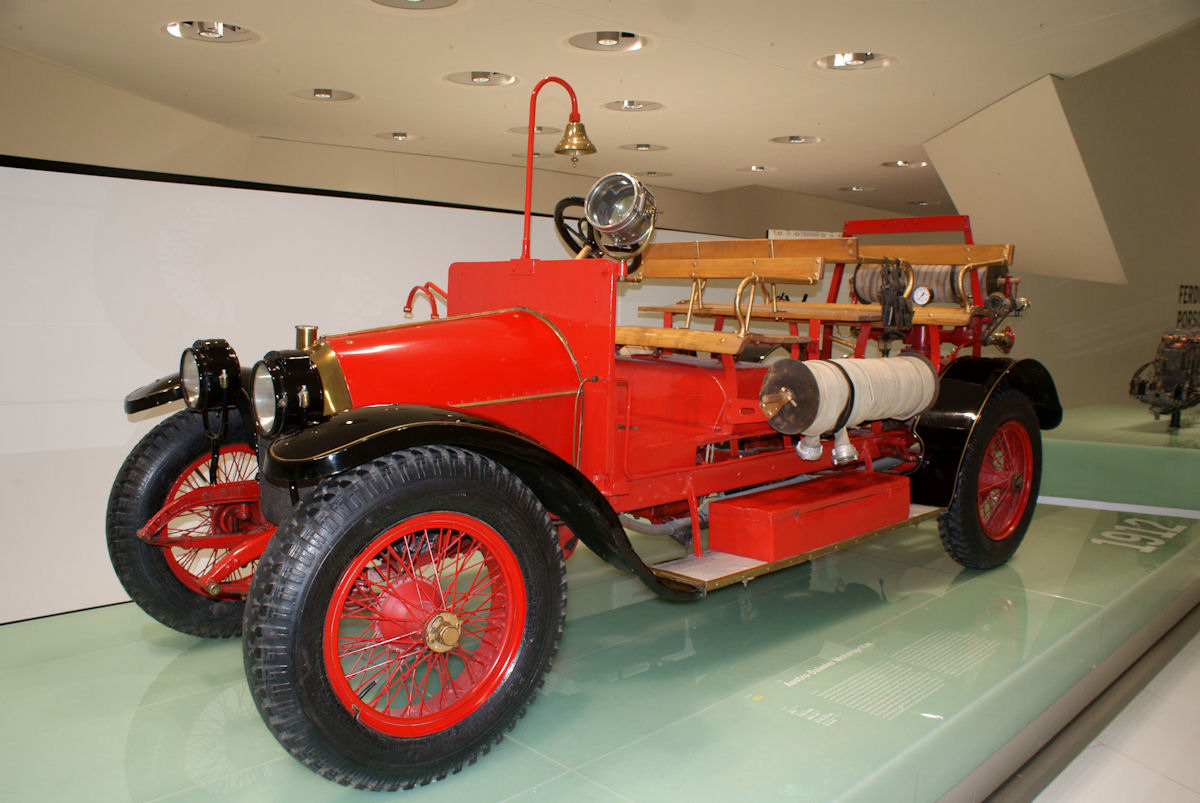
Австро-Даймлер. Пожежна машина. 1912
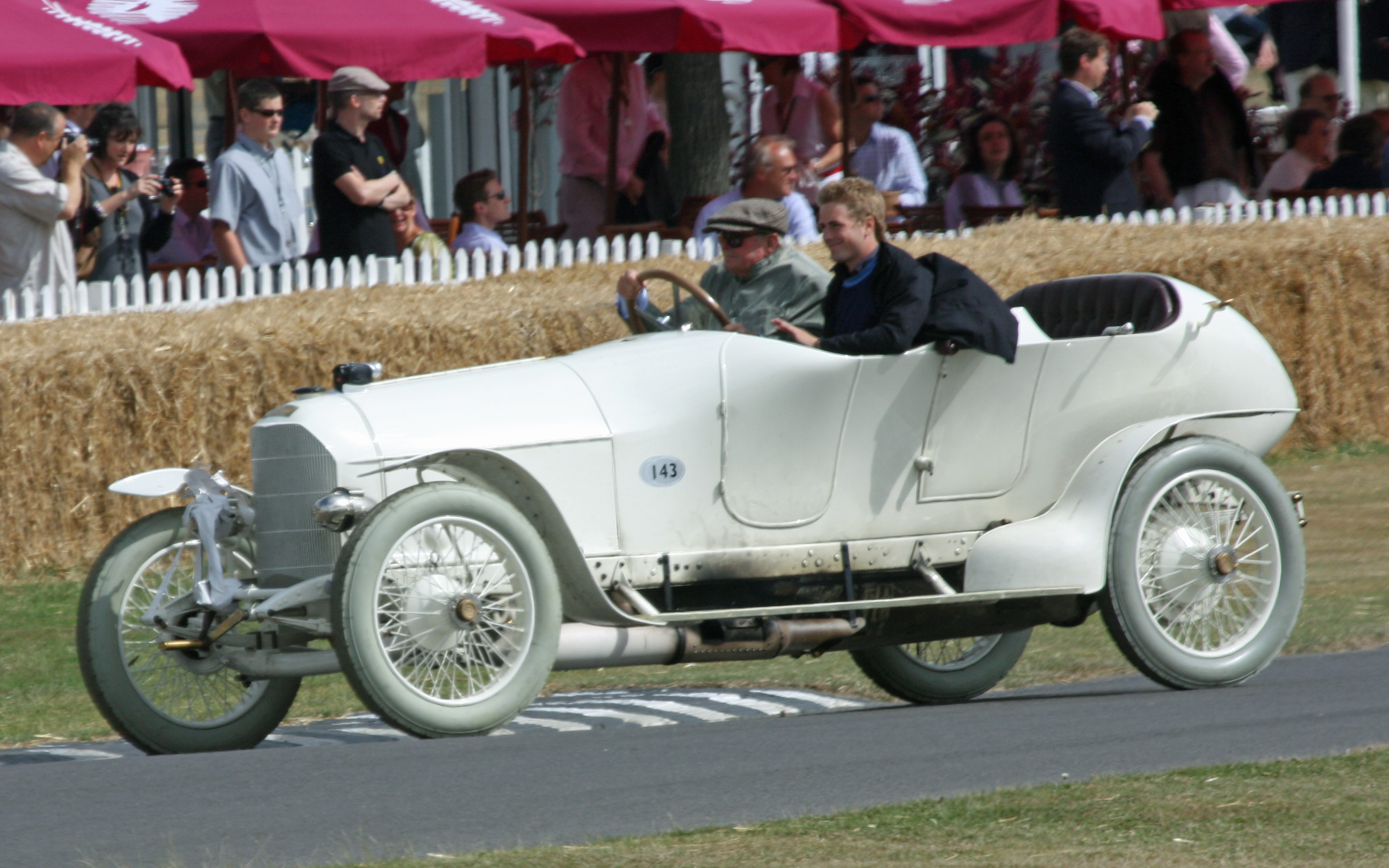
Австро-Даймлер. Принц Генрі. 1910
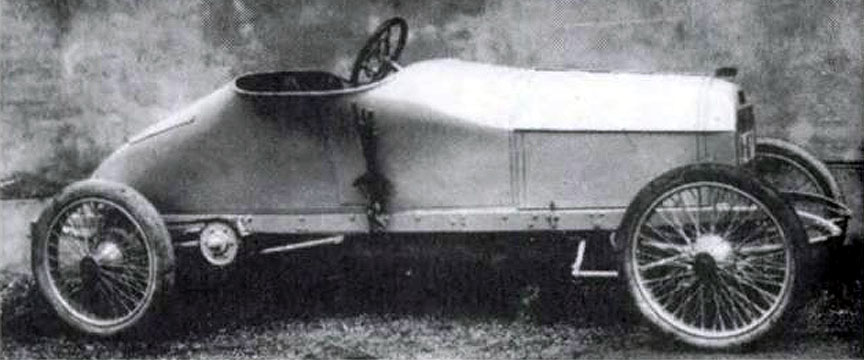
Австро-Даймлер. Мая. 1907
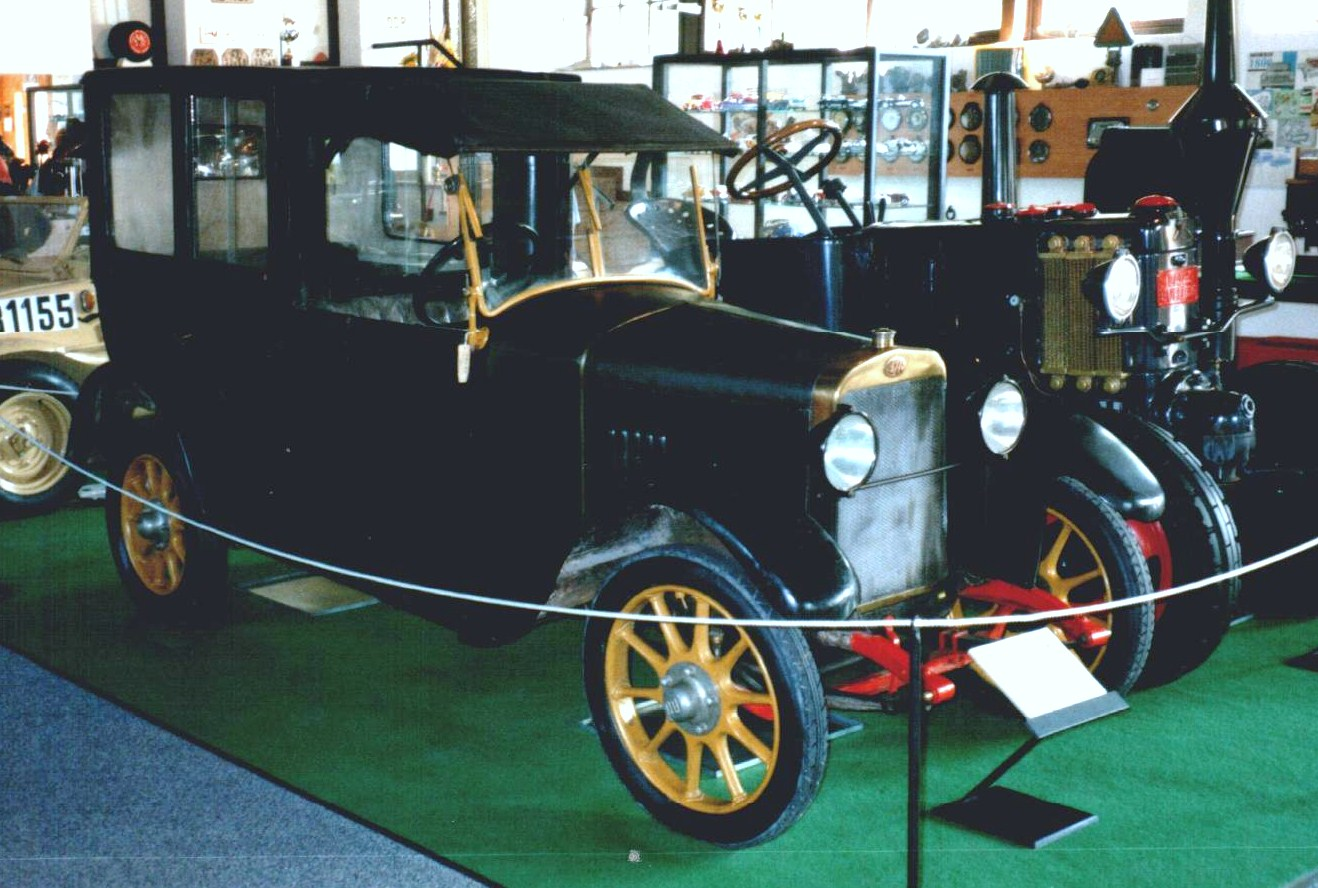
Dietrich & Urban. 1914
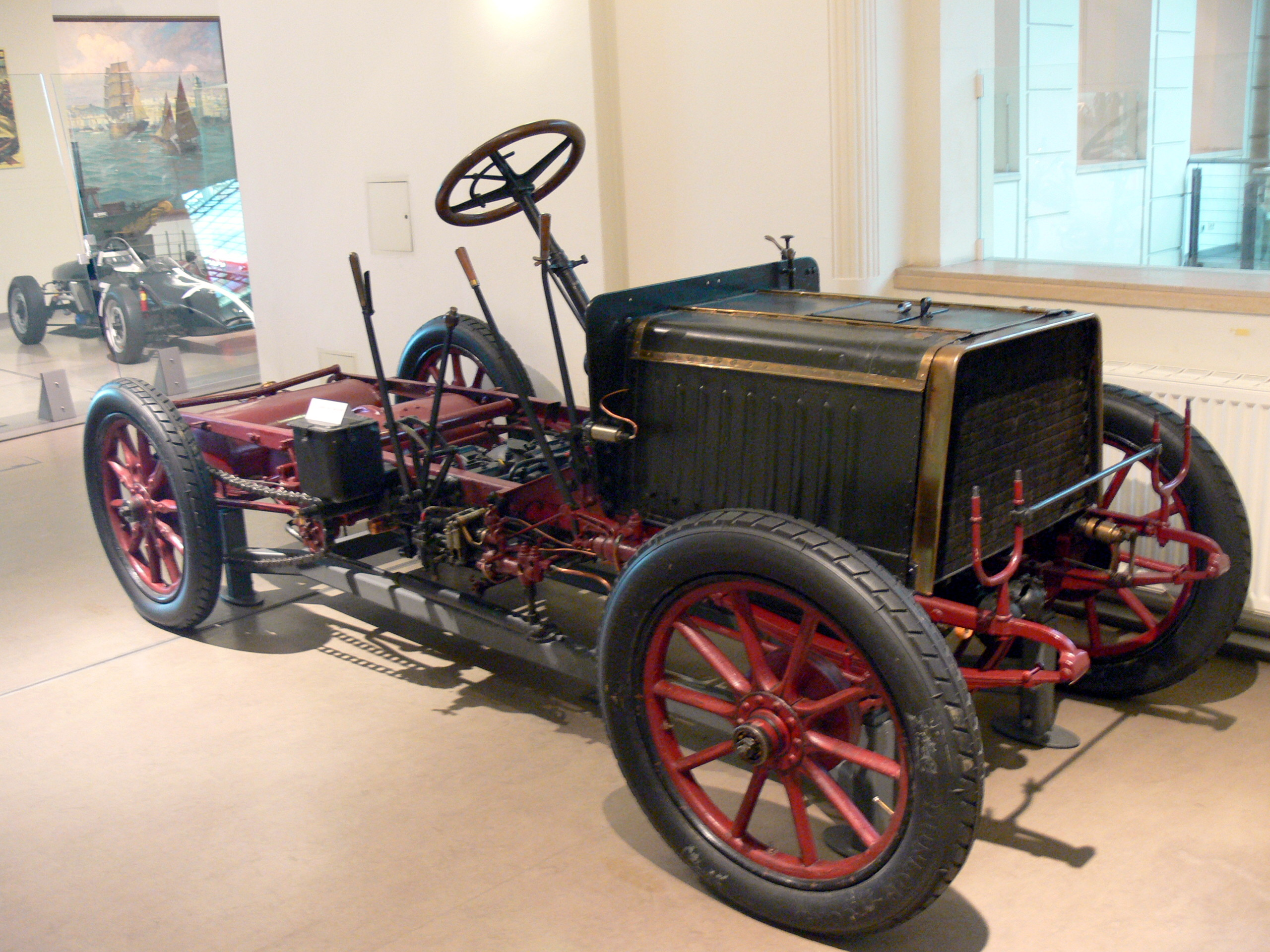
Friedmann-Knoller. 1904
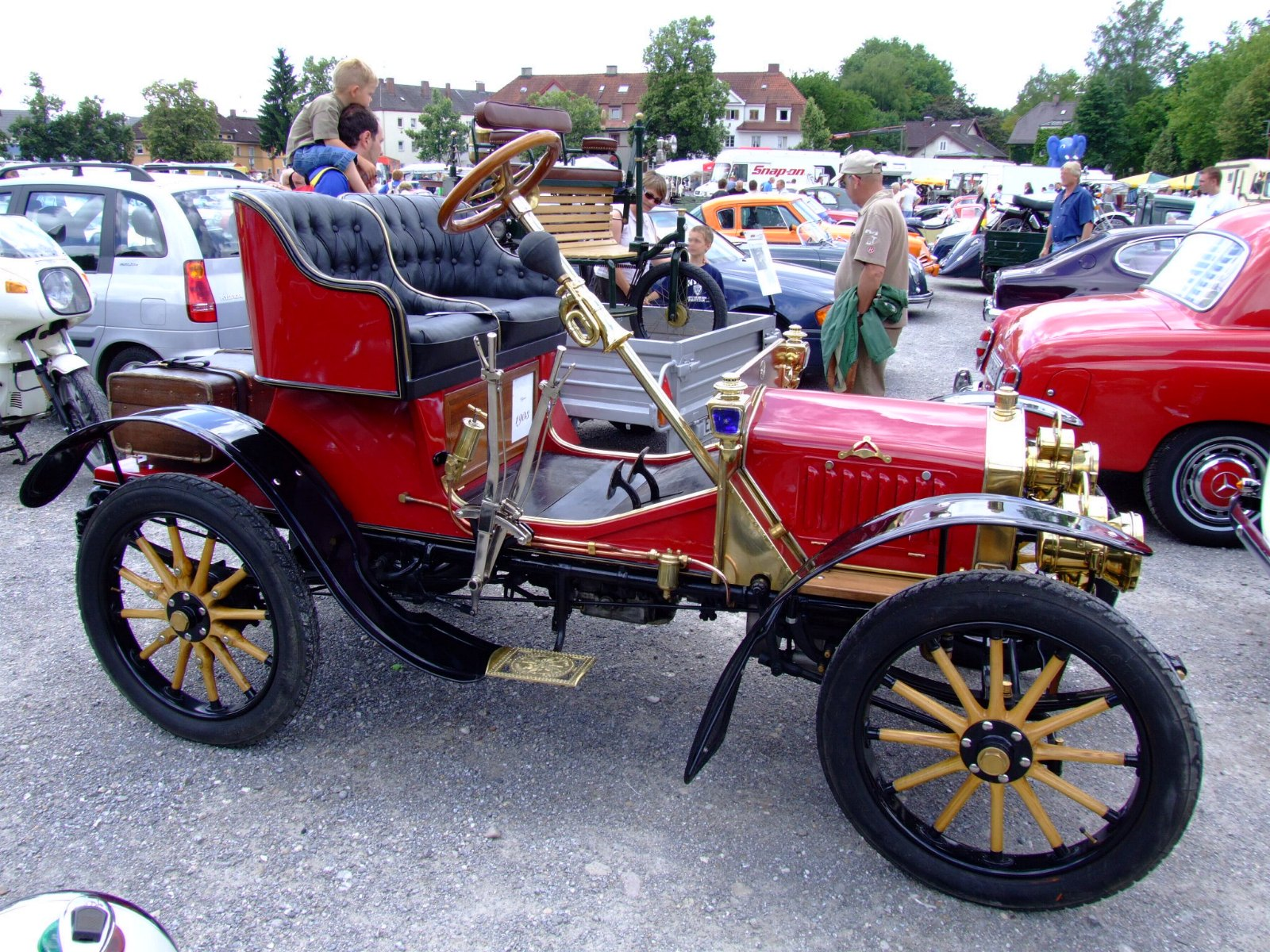
Wyner. 1903

### Чехія
- Achilles велосипедна і автомобільна фабрика (нім. Achilles Fahrrad- und Motorfahrzeugfabrik) з Горні Поліце Ліберецького краю була заснована 1894. Виготовляла мотоцикли, у 1906—1912 роках автомобілі.
- Aero дві моделі невеликих автомобілів Тип В і Тип D виготовляла у Празі спілка Paleček & Co (1912—1914)
- Austro-Cyclecar виготовляли у Новому Їчині Мораво-Сілезького краю невеликий циклокар з мотором Лвурін-Клемент (1913) і більшу модель з мотором потужністю 14 к.с. і карданною передачею (1914).
- Elektrotechnická[de] У Празі розпочали 1900 виготовлення 2 чи більше електромобілів на базі авто Nesselsdorf A[de] з двома електромоторами по 2,2 кВт і акумуляторами вагою 2000 кг. У 1907 відновили виготовлення 4-місних машин з двоциліндровим мотором.
- Hudec[de] Богуміл Гудец заклав у богемському місті Часлав Центральночеського краю фабрику з виробництва велосипедів, мотоциклів, автомобілів (чеськ. Bohumil Hudec, Továrna na velocipedy, motocykly a automobily). Невеликі автомобілі «Гудец» з мотором De Dion-Bouton у 6 к.с. випускали у модифікаціях двомісній і 4-місній з кузовом фаетон.
- K.A.N.[de] (нім. Königgrätzer Automobilfabrik Nejedly) Алоїс Неєдли заклав автомобільну фабрику у богемському Градець-Кралове, де впродовж 1911—1914 років виготовили до 400 машин трьох модифікацій: одноциліндровим мотором у 7 к.с., 2-циліндровим у 11 к.с. і 4-циліндровим потужністю 20/22 к.с.
- Kohout[de]. Першу моравську фабрику мотоциклів і автомобілів (нім. Erste Mährische Fabrik für Motorräder und Automobile) у Брно заклав Петро Когут і спілка для виготовлення мотоциклів (1904), автомашин з мотором Minerva (1905). на Празькому автосалоні 1905 презентували одномісне авто з мотором Fafnir 4 к.с. і двомісне з мотором 8 к.с. Машини експортували до Росії. Випуск припинили 1905.
- Křižík[de]. Франтішек Кршижик розпочав 1895 у Празі виробництво автомашин. Моделі 1895, 1901, 1902 років отримали електропривід потужністю 3,7-2,2 кВт. На базі Laurin & Klement E 1908 збудували гібридне авто з мотором у 28 к.с., яке презентували на ювілейній виставці Празької торгової палати. До кінця року виробництво авто зупинили.
- Lamprecht[de]. Фабрика парових котків (нім. Heinrich Lamprecht, Dampf-Straßenwalzenfabrik) Гайнріха Лампрехта у Трутнові виготовила 1907 декілька автомобілів.
- Laurin & Klement. У богемському місті Млада-Болеслав підприємець Вацлав Клемент і конструктор Вацлав Лаурін заклали фабрику, де 1899 почали випускати мотоцикли, 1905 автомобілі. На 1912 Laurin & Klement стали найбільшим автовиробником Австро-Угорщини. З 1925 належить компанії Škoda.
- Linser[de]. У місті Ліберець Хрістіян Лінзер заклав 1895 фабрику металевих виробів (нім. Motorfahrzeugfabrik Ch. Linser), де розпочали виготовлення велосипедів (1900—1912), мотоциклів «Zeus» (1902—1910/12), автомашин (1906—1908). У 1908—1913 фабрика виготовляла деталі для Laurin & Klement.
- Mars''' і '''Turicum[de]. Антоній Смекал заснував 1912 у богемському місті Слатіняни[de] автомобілебудівне підприємство (чеськ. Slatiňanská továrna automobilů R. A. Smekal). Була виготовлена обмежена кількість авто Turicum D 8/18 по ліцензії цюрихської компанії Turicum AG[de] та «Mars» по ліцензії Mars-Werke[de]. Виробництво припинили 1913 року.
- Nesselsdorf. У Нессельдорф (Копрівніце) на базі ранніх моделей Benz & Cie., брички «Mylord» 1897 зібрали модель Президент з опозитним мотором, що стала першим автомобілем зібраним на сучасних теренах Чехії. Надалі було зібрано авто моделей В, Е, D, F, J, L, S, перегоновий Nesselsdorf Rennwagen, Т, U. Дві останні моделі у післявоєнній Чехословаччині стали базовими для компанії Tatra, що повстала з Nesselsdorf.
- Omega, Premier (Premier Fahrrad- & Maschinenbau[de]). У місті Хеб на основі двох підприємств утворили 1911 товариство з виробництва велосипедів і моторів (нім. Omega Fahrrad- und Motoren GmbH). На ньому виготовляли двомісні автомобілі «Omega», «Premier» з моторами потужністю 12 к.с. і 18 к.с. (1913—1914)
- Orion[de]. Вілем Міхл у слюсарній майстерні богемського міста Слани зібрав мотоцикли (1902), 12 малих автомобілів (1906/09)
- PAT-PAF. 27 березня 1907 у Празі в результаті об'єднання виникла Автомобілебудівна фабрика (нім. Pražská automobilní továrna - Prager Automobil-Fabrik), з грудня 1909 «Praga». Вона займалась збиранням автомашин Charron[de], Renault, виготовленням ліцензійних автомобілів Isotta-Fraschini. З 1910 розпочали збирання ліцензійних вантажівок, власної розробки (1911). Одночасно почали виготовляти автомашини класу люкс.
- Perfekt[de]. Франтішек Петрашек заклав майстерню у Трутнові (1906), яку переніс 1909 до Градець-Кралове. На першому етапі виготовили два авто з одноциліндровими моторами у 4 к.с. і 5 к.с., на другому виготовлялись двомісні авто з двоциліндровими моторами у 10 к.с. Серія Типу А склала 10 машин (1910), Тип В виготовляли до 1914.
- RAF[de]. Автомобільну фабрику (нім. Reichenberger Automobil Fabrik) у Ліберець заклав у червні 1907 Теодор Фрайгерр фон Лібіг. Модель Т отримала 2- і 4-циліндровий мотор в 30 к.с., гальма на 4 колеса і була виставлена на Празькому автосалоні (1908). Модель Н з 4-циліндровим мотором 45 к.с., незалежними гальмами 4 коліс (два педальні, одне ручне) і модель FW 25 появились 1910 р. Конструктор Пауль Гензе розробив С 25 з моторами об'ємом 5,7 л і 3,5 л. Через фінансові проблеми фабрика RAF розпочала злиття з Laurin & Klement, чиї моделі ґрунтувались частково на розробках RAF.
- Rösler & Jauernig[de]. В Усті-над-Лабем постала компанія по продажу автомашин, яка почала виробництво мотоциклів (1902), невеликих автомашин з моторами у 3,5 к.с., 6 к.с. (1906—1908).
- Torpedo[de]. Франтішек Троян і Алоїс Наґл виготовлялм у Коліні мотоцикли (1903/14), невеликі двомісні автомашини з мотором V2 потужністю 7 к.с. (1906—1907).
- Věchet[de] Воймір Вечет наладив виготовлення автомашин тримісної DC 10/12 з 2-циліндрвим мотором і шестимісної FF 20/24 з 4-циліндровим мотором у Німбурку Центральночеського краю (1911—1912/13)
- Velox[de]. Празька автомобільна фабрика (чеськ. Pražská továrna automobilů) виготовила до 50 автомашин-таксі з одноциліндровим мотором у 7 к.с., розміщеним під сидінням водія (1906—1910).
- Walter. Йозеф Вальтер заклав 1911 року у Празі підприємство, де виготовляли 3-колісне авто з моторами у 8 к.с. і 12 к.с. (1910—1913 до 900 машин), 4-місне авто W-III з 4-циліндровим мотором у 26 к.с., W-II з мотором 20 к.с., W-I у 14 к.с. (1913).
- Czech[de] (Czech). У Остраві Мораво-Сілезького краю Габріель Чех заклав 1902 року фабрику (нім. Auto-Fabrik Mährisch-Ostrau), де 1907 року розпочав випуск 4-місного авто з мотором у 12-14 к.с. і меншого з мотором 4 к.с.

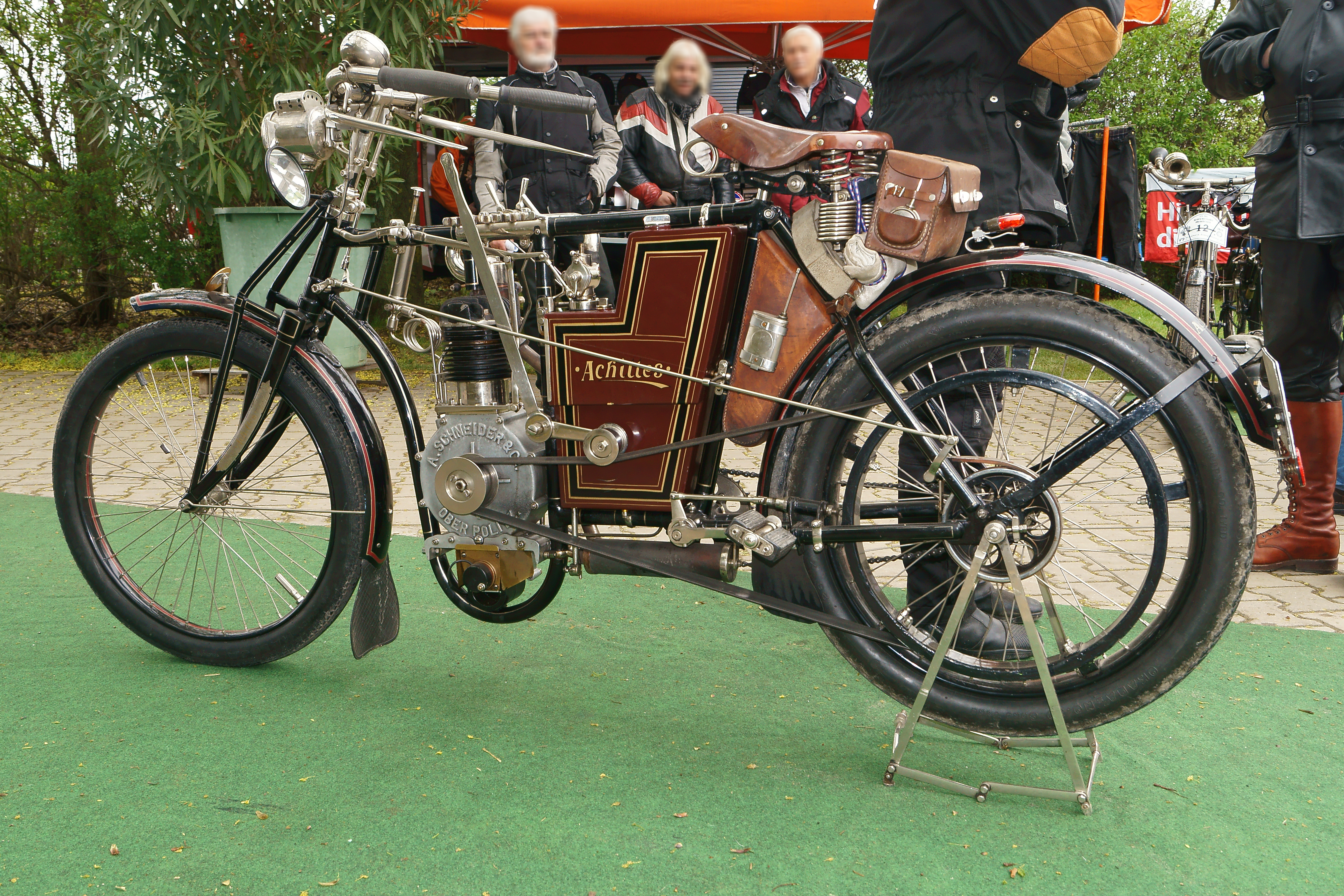
Achilles T5. 1901
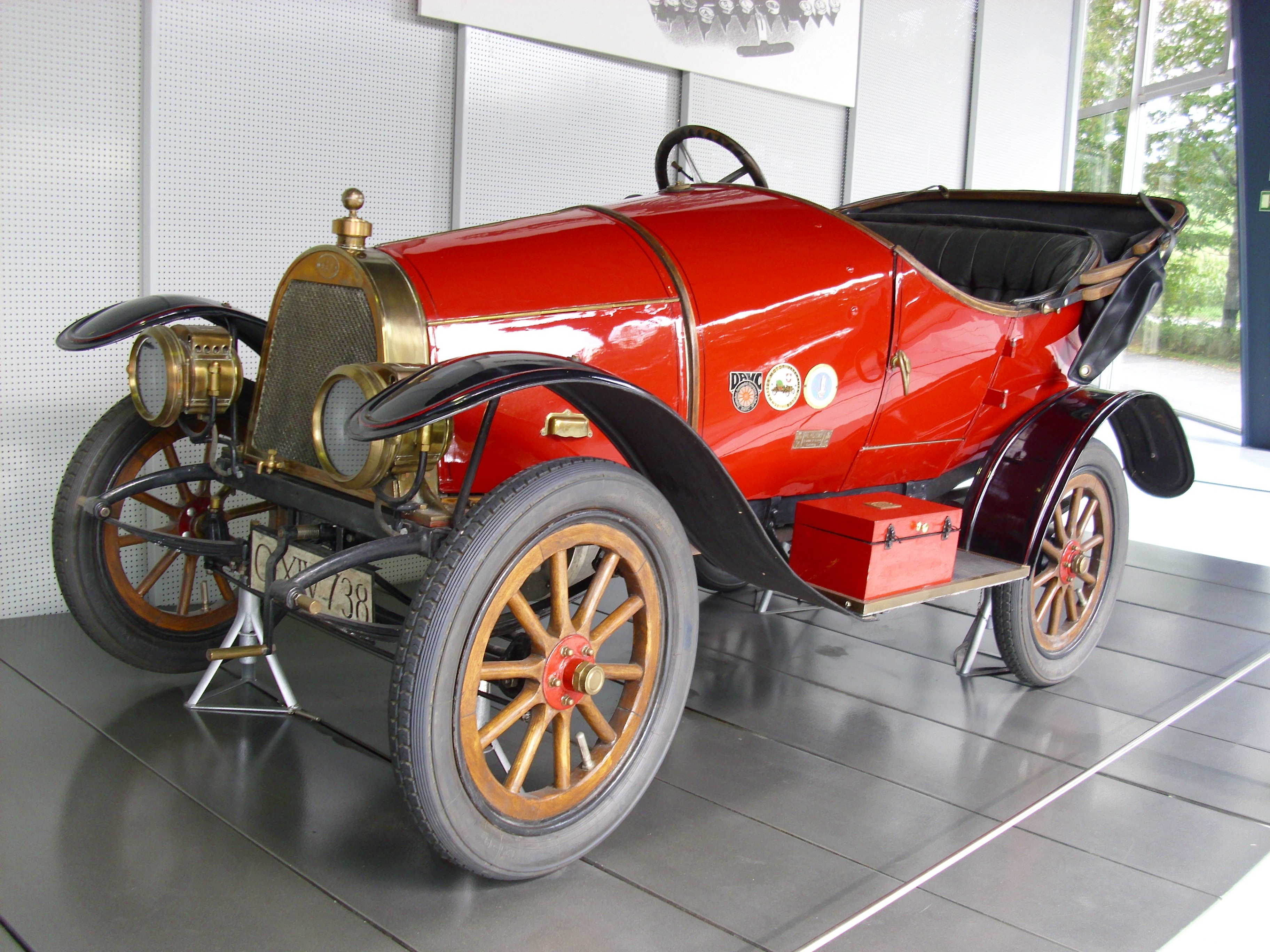
KAN. 1910
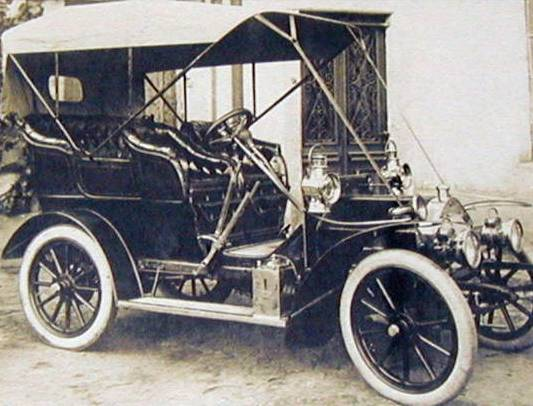
Linser. 1906
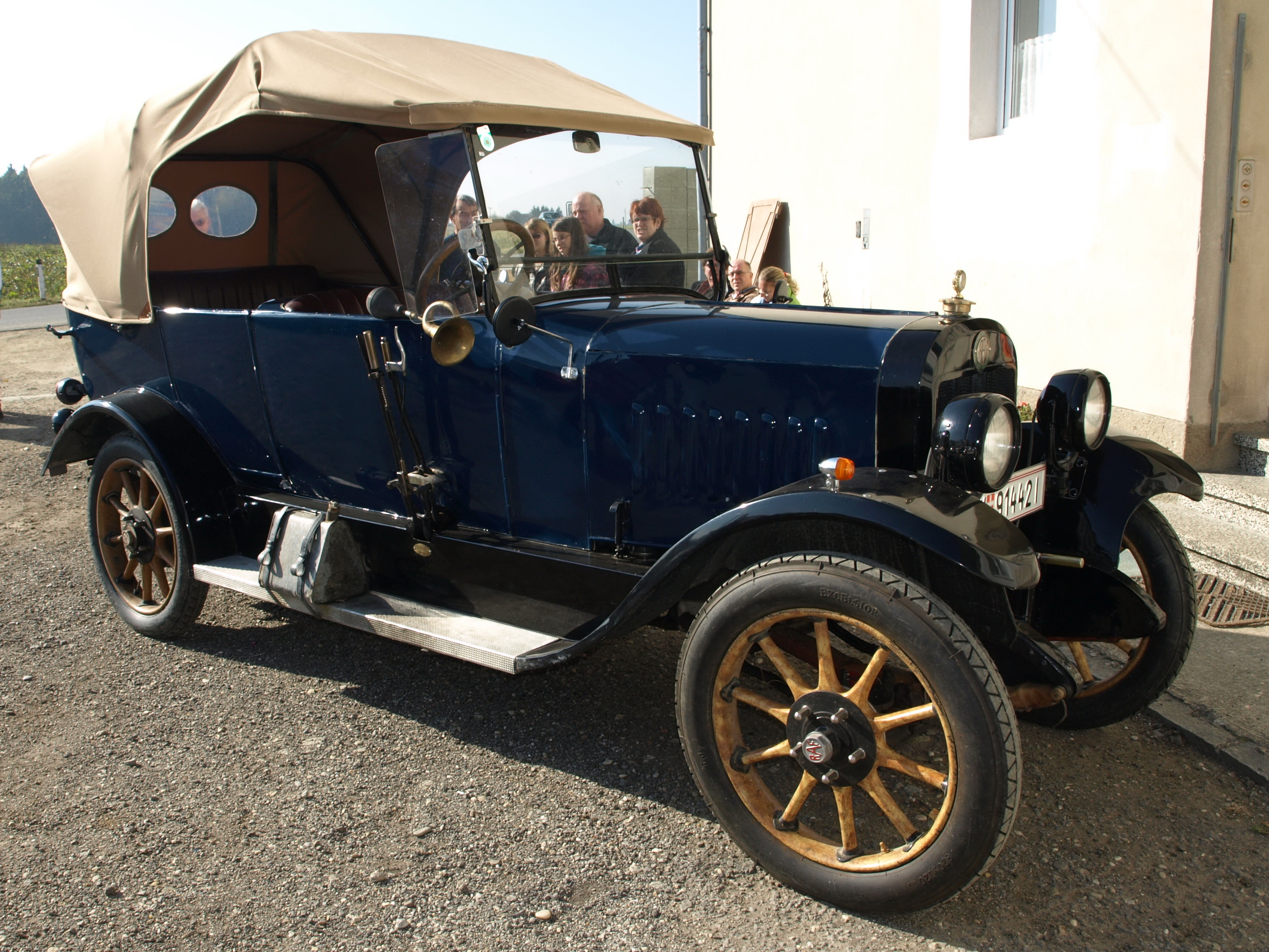
RAF. 1913
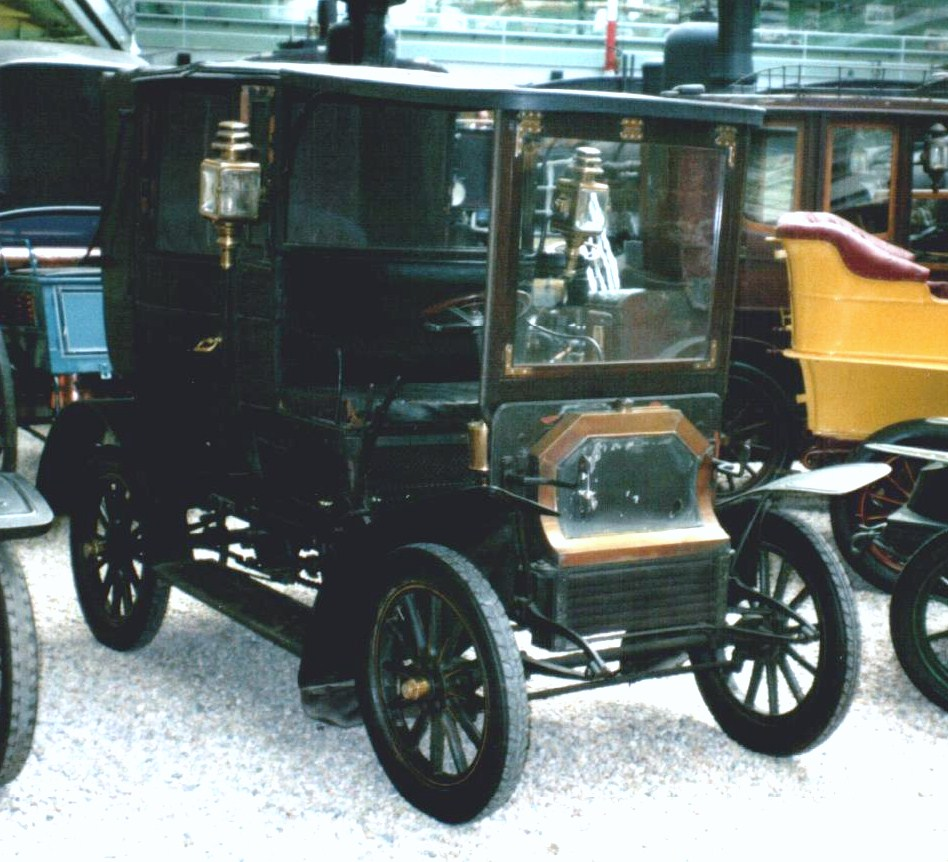
Velox. 1907

### Угорщина
- Aurore[de] — спілка Hora Nándor виготовляла у Будапешті три- і чотирьох-колісні авто, що нагадували Benz Velo, квадроцикл De Dion-Bouton (1898—1916)
- Bory[de] фабрика з виробництва возів у Секешфегерварі збудувала декілька мотоциклів, машин до 1910
- Csonka (Чонка). Януш Чонка[de], званий батьком угорського автомобілебудування, розпочав 1896 у Будапешті виготовлення авто з одноциліндровим мотором, модифіковане для перевезення пошти з мотором De Dion-Bouton, з 1909 почали виготовлення двомісного авто з мотором у 4 к.с. До 1914 виготовили 140 авто.
- Dedics[de] У Будапешті Ференц Дедіш займався випуском авто і мотоциклів (1900—1914)
- Ganz[de] Багатопрофільна компанія у Будапешті, де з 1890-х виготовляли карбюраторні мотори, а Янош Чонка збудував 1904 перший автомобіль. На дочірніх фабриках збирали автомашини «Ganz-Büssing», «Ganz-Fiat»
- MAG[de]. Даніель Подвінеч і Вільгельм Гайслер заклали 1886 у Будапешті машинобудівну фабрику (нім. Allgemeine ungarische Maschinenfabrik), де виготовляли автомашини Phoenix по ліцензії Cudell[de] (1900—1908), з 1912 авто по ліцензії Fiat з 4-циліндрвими моторами у 25 і 30 к.с. У 1914 автотаксі експортували до Великої Британії, Туреччини під назвою Wohl Mag. Впродовж 1912—1929 виготовили 2100 машин.
- Marta[de]. Угорське Автомобільне Товариство Арад виготовляло ліцензійні французькі 150 автомашин Westinghouse[de] (1909—1912). Після купівлі 1912 товариства компанією Austro-Daimler до 1914 виготовили до 500 її машин. Виготовляли три моделі з моторами у 22 к.с. і 30 к.с. з карданною передачею і 35/45 к.с. з ланцюговою передачею. Після війни місто опинилось на теренах Румунії.
- Rába. Машинобудівну фабрику у місті Дьйор заклали 1896 року. З 1904 розпочався випуск вантажівок і легкових автомашин «Раба». З 1912 року виготовляли ліцензійні 5-тонні вантажівки.
- Röck[de]. Фабрика парових машин і котлів з Будапешту розпочала виготовлення автомашин для перевезення пошти за пректом Яноша Чонки (1905—1918). Згодом випускали більші машини, зокрема двох моделей за ліцензією Ллойда[de].

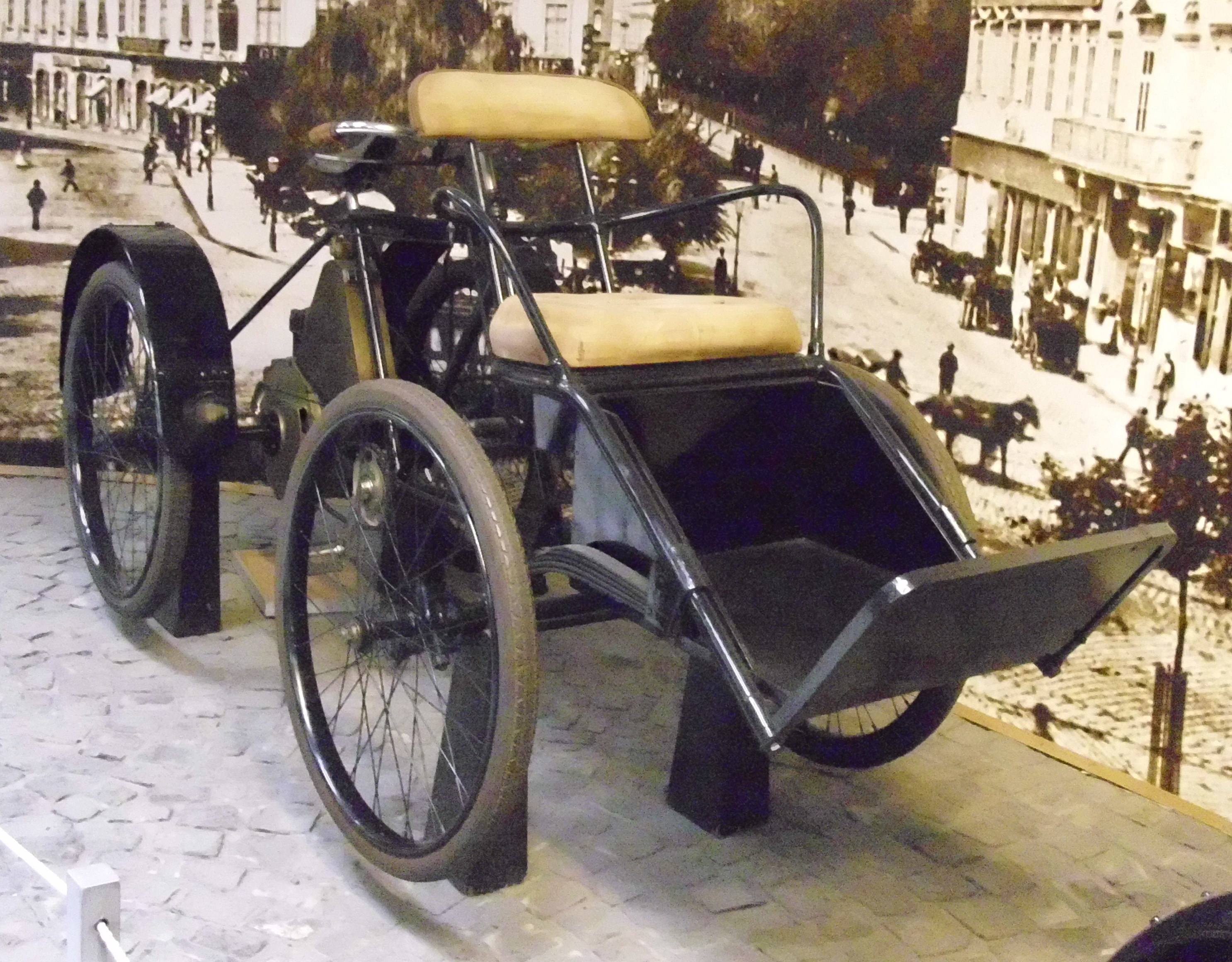
Aurore. 1902
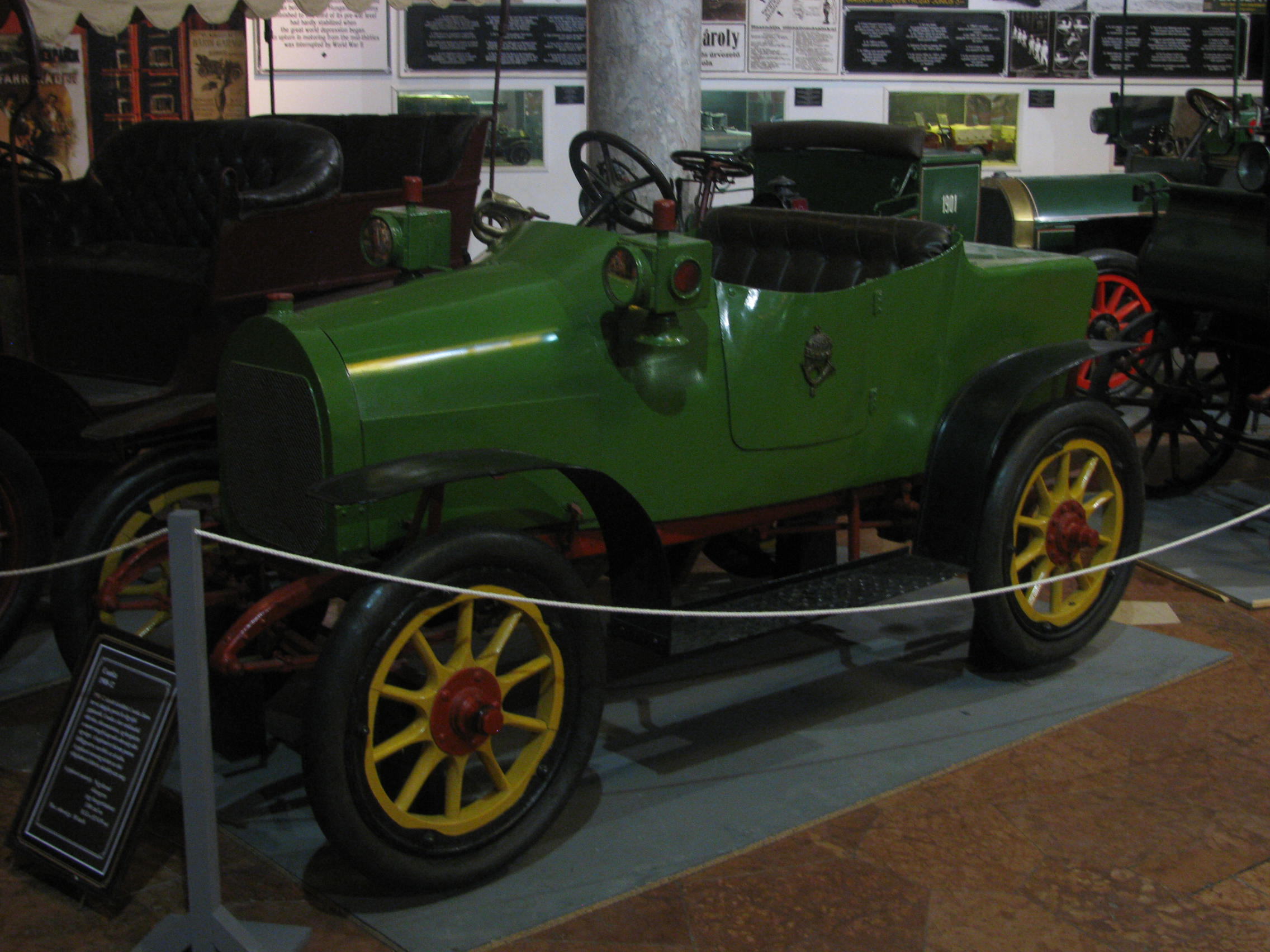
Csonka. 1908
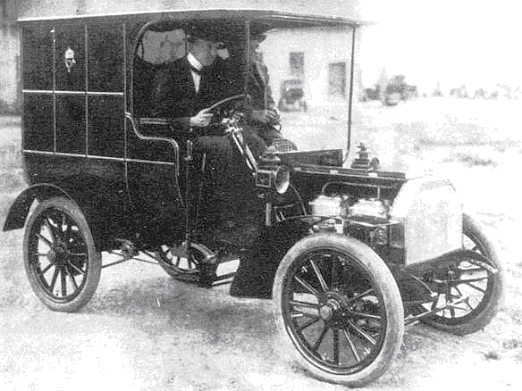
Янош Чонка у "Ganz". 1904
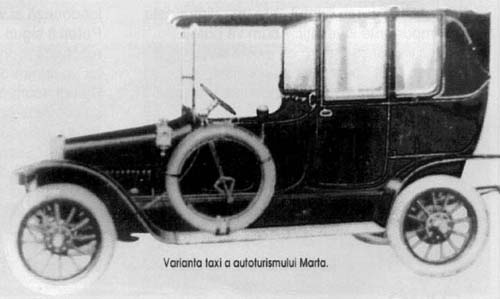
Таксі Marta 35-45. 1914
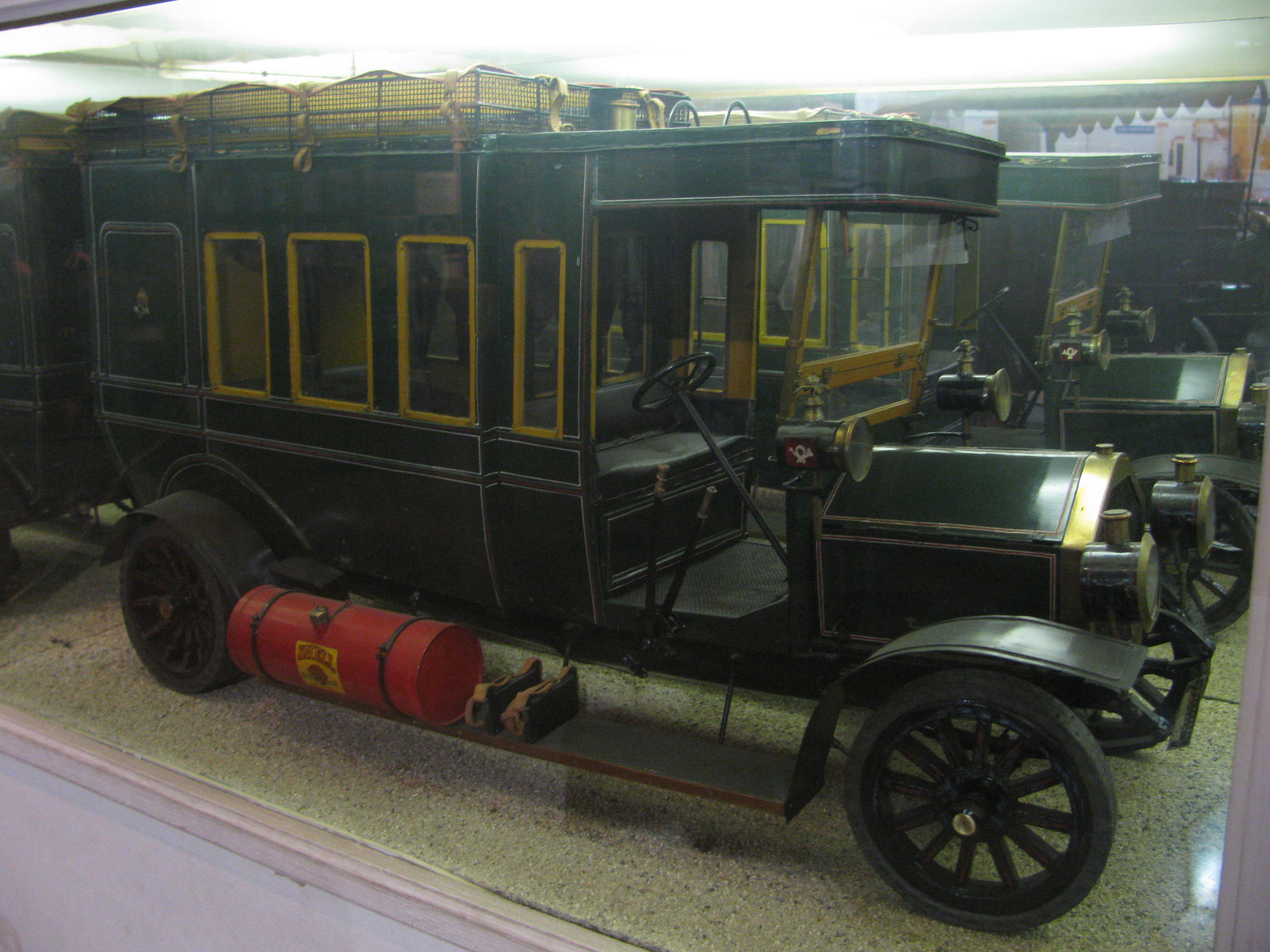
Röck конструкції Чонки. 1910

### Словенія
- Zimmermann (Steiermärkische Automobilwerke Theodor W. Zimmermann[de]). Теодор Ціммерманн заклав у Словенському Мариборі підприємство з виробництва автомашин (нім. Steiermärkische Automobilwerke Theodor W. Zimmermann), яке впродовж 1904 року виготовляло передньомоторний задньопривідний автомобіль.